# Gaston de Banneville
Gaston-Robert Morin de Banneville, marquis de Banneville (* 11. April 1818; † 13. Juni 1881 in Paris) war ein französischer Diplomat und Politiker.

## Leben
De Banneville war Ende der 1830er und Anfang der 1840er Jahre Attaché an der Botschaft im Vereinigten Königreich Großbritannien und Irland. Am 7. Dezember 1866 wurde er Botschafter in der Schweiz und verblieb auf diesem Posten bis 1868. Anschließend fungierte er zwischen als Nachfolger von Eugène de Sartiges von November 1868 und 1870 als Botschafter beim Heiligen Stuhl. In dieser Zeit fand vom 8. Dezember 1869 bis zum 20. Oktober 1870 das Erste Vatikanische Konzil statt.
Danach wurde er als Nachfolger von Henri de La Tour d’Auvergne im März 1871 Botschafter in Österreich-Ungarn. Dieses diplomatische Amt hatte er bis zu seiner Ablösung durch Bernard d’Harcourt im September 1873 inne.
Zuletzt war de Banneville vom 23. November bis zum 13. Dezember 1877 Außenminister (Ministre des Affaires étrangères) im Kabinett von Premierminister Gaëtan de Rochebouët. Für seine Verdienste wurde ihm unter anderem das Offizierskreuz der Ehrenlegion verliehen.
Sein gleichnamiger Sohn Gaston de Banneville, comte de Banneville, war ebenfalls Diplomat und unter anderem 1866 Attaché an der Französischen Botschaft in Bern sowie 1875 Legationssekretär an der Gesandtschaft im Königreich Bayern.

## Veröffentlichung
- Souvenirs d’un voyage en Angleterre, en 1838, H. Féret, 1839